# Ilha Manra
A ilha Manra ou ilha Sydney é uma pequena ilha de coral desabitada e com 4,4 km2 de área. Faz parte do grupo das Ilhas Fénix, pertencentes a Kiribati.
Com outras sete ilhas das Ilhas Fénix, integra a Área Protegida das Ilhas Fénix, a maior área protegida marinha do mundo. Charles Darwin visitou a ilha na sua viagem de cinco anos (1831-1836), e em 1842 publicou uma explicação para a criação de atóis de coral no Pacífico Sul.
Embora já tenha sido habitada e desabitada intermitentemente, está desabitada desde 1963.
Foi descoberta em 1832 pelo Capitão Emment, que a designou como "ilha Sydney". Foi declarada reserva natural de aves em 1938, e reserva natural de vida selvagem em 1975.